# KBO 총재기 전국대학야구대회
KBO총재기 전국대학야구대회(KBO總裁旗 全國大學野球大會)는 한국야구위원회에서 주최하는 전국 규모의 대학야구대회이다.

## 역대 우승교 및 최우수선수
| 회수 | 연도 | 우승교       | 최우수선수       | 준우승교     |
| ---- | ---- | ------------ | ---------------- | ------------ |
| 1회  | 2008 | 성균관대학교 | 황재규(성균관대) | 연세대학교   |
| 2회  | 2009 | 성균관대학교 | 이희성(성균관대) | 경성대학교   |
| 3회  | 2010 | 중앙대학교   | 조윤준(중앙대)   | 성균관대학교 |
| 4회  | 2011 | 동국대학교   | 노성호(동국대)   | 단국대학교   |
| 5회  | 2012 | 동국대학교   | 고영표(동국대)   | 건국대학교   |
| 6회  | 2013 | 인하대학교   | 정정환(인하대)   | 경희대학교   |
| 7회  | 2014 | 동국대학교   | 윤영수(동국대)   | 경성대학교   |
| 8회  | 2015 | 홍익대학교   | 김재영(홍익대)   | 동국대학교   |
| 9회  | 2016 |              |                  |              |